# Markteffizienzhypothese
Die Markteffizienzhypothese (englisch efficient market hypothesis, kurz EMH, fälschlicherweise aufgrund der wörtlichen Übersetzung oft als Effizienzmarkthypothese bezeichnet) ist eine mathematisch-statistische Theorie der Finanzökonomik, die besagt, dass Marktpreise alle verfügbaren Informationen widerspiegeln. Eine direkte Konsequenz ist, dass kein Marktteilnehmer dem Markt langfristig überlegen sein kann, außer durch Glück oder Nutzung nicht-öffentlicher Informationen.
Die Markteffizienzhypothese stellt eine theoretische Grundlage der modernen Portfoliotheorie dar. Außerdem bildet die Markteffizienzhypothese das Fundament des passiven Investierens mit Indexfonds. Im Jahr 2013 wurden Eugene Fama zusammen mit Robert J. Shiller und Lars Peter Hansen für ihre Arbeiten zur empirischen Analyse von Märkten (bzw. „for their empirical analysis of asset prices“) mit dem Alfred-Nobel-Gedächtnispreis für Wirtschaftswissenschaften ausgezeichnet.

## Geschichte
Die Beobachtung, dass Aktienkurse einen zufälligen Verlauf (englisch random walk) aufweisen, wurde zuerst 1900 durch den französischen Mathematiker Louis Bachelier gezeigt. Allerdings haben Wirtschaftshistoriker in Jules Regnault einen noch früheren Beobachter dieser Eigenschaft gefunden. Bacheliers Arbeit wurde von verschiedenen Mathematikern wie Joseph L. Doob, William Feller und Andrei Kolmogorow zitiert.
Während der 1930er bis 1950er Jahre befassten sich nur wenige Forscher mit der Zufälligkeit der Aktienkursbewegungen. Dennoch wurden wegbereitende Arbeiten von Alfred Cowles, Holbrook Working oder  Maurice Kendall veröffentlicht. 1940 argumentierte Friedrich August von Hayek, dass Märkte die effizienteste Weise wären, die dispers verteilten Informationen in einer Gesellschaft zu aggregieren. Durch die Möglichkeit, von privaten Informationen zu profitieren, bestünde ein großer Anreiz für Marktteilnehmer, diese Informationen für Transaktionen zu nutzen. Dadurch würden Marktteilnehmer für effizientere Marktpreise sorgen.
In den 1960er Jahren nahm das Interesse an der Markteffizienzhypothese weiter zu, da es nun möglich war, mit Computern viele Aktienkurse schnell und effizient miteinander zu vergleichen. Es wurde immer häufiger mit stochastischen Konzepten die Aktienkursbewegung erklärt, z. B. durch Harry Roberts, Maurice Osborne, Paul Cootner oder Benoît Mandelbrot. Bacheliers Dissertation wurde wieder publiziert. Die wesentlichen Beiträge zur Markteffizienzhypothese lieferten schließlich Samuelson (1965) und vor allem Eugene Fama (1965, 1970).
1965 präsentierte Paul Samuelson einen mathematischen Beweis, dass Preise in effizienten Märkten einem Martingal folgen müssen. Samuelsons Beweis wird häufig zusammen mit dem empirisch beobachteten Zufallsbewegungen von Aktienkursen als Argument für die Markteffizienzhypothese angeführt. Dabei handelt es sich aber um einen logischen Fehlschluss. Aus den empirisch beobachteten zufälligen Verläufen kann nicht geschlossen werden, dass Aktienmärkte deshalb effizient seien.

“From a nonempirical base of axioms you never get empirical results.”

„Von einer nicht-empirischen axiomatischen Basis erhält man niemals empirische Ergebnisse“

Im selben Jahr wie Samuelsons grundlegender Aufsatz veröffentlichte Eugene Fama seine Dissertation, in welcher er statistisch-empirische Untersuchungen der Random-Walk-Theorie vorlegte. 1970 systematisierte Fama in einer einflussreichen Übersichtsarbeit die wesentlichen theoretischen und empirischen Forschungsergebnisse. Außerdem operationalisierte er erstmals die Markteffizienzhypothese und lieferte eine Reihe von empirischen Tests. Die Markteffizienzhypothese kann jedoch nur zusammen mit einem Risikomodell formuliert werden (Verbundhypothese). Die Finanzökonomie untersucht daher seit den 1980er Jahren Marktanomalien, das heißt Abweichungen vom jeweils spezifizierten Markt- bzw. Risikomodell. In der Regel handelt es sich dabei um Abweichungen zum CAPM.

## Grundlagen
Die Markteffizienzhypothese besagt, dass die Preise, die in einem Markt erzielt werden, sämtliche Informationen reflektieren, die in diesem Markt verfügbar sind. Sie bezieht sich in aller Regel nur auf Kapitalmärkte. Informationen zu Unternehmen, Staaten und Rohstoffen führen hier bereits Sekunden nach dem Bekanntwerden zu Konsequenzen in den Kursen, was ein Indiz dafür ist, dass die Preise sehr schnell den Informationsstand des Marktes repräsentieren. Dies ist gleichbedeutend mit der Aussage, dass der Markt rationale Erwartungen hat. Eine rationale Erwartung bedeutet nicht zwingend, dass die Mehrheit der Marktteilnehmer rational (oder auch nur informiert) sein müssen, sondern lediglich, dass die Gesamteinschätzung (Erwartungswert) der Marktteilnehmer rational ist.
Eugene Fama hat die Markteffizienzhypothese erstmals operationalisiert. Dazu hat er drei Grade von Markteffizienz vorgelegt und empirische Tests präsentiert. Dies bezieht sich auf die Kernaussage der Markteffizienzhypothese, nämlich dass Preise alle verfügbaren Informationen widerspiegeln. Die drei Grade spezifizieren, was genau unter „allen verfügbaren Informationen“ zu verstehen ist. Das heißt, sie geben an, was die Menge der verfügbaren Informationen darstellt.

### Schwache Markteffizienzhypothese
Die schwache Form der Markteffizienzhypothese nimmt an, dass alle historischen Preisverläufe eingepreist sind. Daraus folgt, dass aus den Kursverläufen der Vergangenheit nicht auf Kurse in Gegenwart und Zukunft geschlossen werden kann. Wenn diese Variante der Effizienz vorliegt, dürfte man mit Technischer Analyse keinen Informationsvorsprung erzielen können.

### Mittelstrenge Markteffizienzhypothese
Die mittelstrenge Form der Markteffizienzhypothese nimmt an, dass zusätzlich zu den Informationen der schwachen Markteffizienzhypothese auch alle weiteren öffentlichen Informationen eingepreist sind. Dazu gehören zum Beispiel Geschäftsberichte, Jahresabschlüsse, Konjunkturindikatoren und Wertpapieranalysen von Finanzanalysten. Fundamentalanalyse wäre demnach sinnlos, weil alle öffentlich verfügbaren Informationen schon eingepreist seien.

### Strenge Markteffizienzhypothese
Die strenge Form der Markteffizienzhypothese nimmt an, dass alle marktrelevanten Informationen im Kurs enthalten sind. Das schließt alle öffentlichen und Insider-Informationen ein. Demnach wäre Insiderhandel unmöglich.

## Beispiel
Traditionelle Märkte (Wochenmarkt, Supermarkt, Einzelhandel, Großhandel) werden generell als nicht effizient angesehen. Ein Grund dafür ist, dass der Käufer hier in der Regel ein erhebliches Informationsdefizit gegenüber dem Verkäufer hat und dass ein Handel hier nicht immer mit Gewinnabsicht (sondern z. B. mit Konsumabsicht) getätigt wird.

### Challenger-Katastrophe

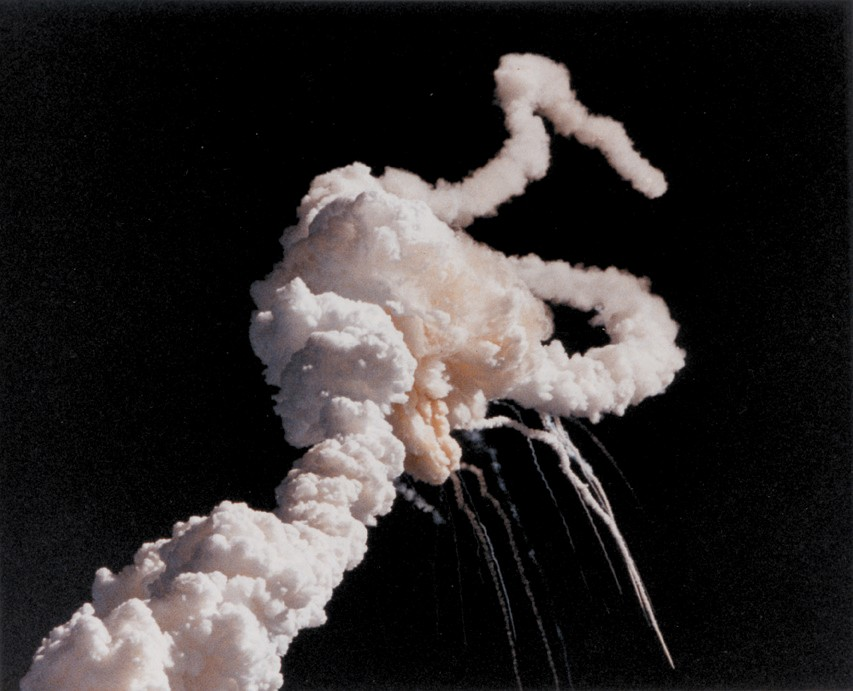
Die Challenger explodierte 73 Sekunden nach dem Start. Alle 7 Besatzungsmitglieder wurden getötet.

Ein klassisches Beispiel zur Illustration der Markteffizienzhypothese in der wissenschaftlichen Literatur ist die Challenger-Katastrophe. Dabei kam es am 28. Januar 1986 um 11:39 Uhr beim Start des Space-Shuttles Challenger zu einem schweren technischen Versagen, das mit der Explosion des Shuttles endete. Die gesamte siebenköpfige Besatzung kam bei der Tragödie zu Tode.
8 Minuten später erreichte die Nachricht die Börsen über den Dow Jones News Wire. In der Folge kam es zu einem starken Handel aller Aktien der an dem Bau des Space-Shuttles beteiligten Unternehmen, d. h. Lockheed Martin, Morton Thiocol, Rockwell International und Martin Marietta. Alle Aktien fielen fast unmittelbar um etwa 2–3 %, außer Morton Thiocol, dessen Kurs im Verlauf des Tages um 12 % einbrach. Der Markt identifizierte also die von Morton Thiocol hergestellten Booster-Raketen als die wahrscheinliche Hauptursache für den Crash und innerhalb von Stunden wurde diese Information im Aktienkurs berücksichtigt. Eine 6 Monate später beginnende öffentliche Untersuchung des Vorfalls, in der auch der Physiknobelpreisträger Richard Feynman aussagte, ermittelte Morton Thiocols fehlerhafte Bauteile als Hauptursache der Challenger-Katastrophe.
Der Markt hatte also bereits am Tag der Katastrophe die korrekte Ursache angenommen und mit dem Kursverlust von 12 % die Kosten für das Unternehmen berechnet, die sich aus den späteren Schadensersatzforderungen und Reparaturkosten ergeben würden.

## Empirische Überprüfung
In einem Markt, in dem man stets zu Preisen kaufen/verkaufen kann, die sämtliche Informationen reflektieren, kann man davon ausgehen, dass man nie zu teuer kauft und nie zu billig verkauft. In der Konsequenz würde daraus auch folgen: „Niemand kann erwarten, dauerhaft höhere Gewinne als der Markt(-durchschnitt) zu erzielen“.
- Empirische Tests der schwachen Effizienz zeigten, dass diese in der Realität gegeben ist. Eine serielle Korrelation von Kursen besteht höchstens kurzfristig, ein systematisches Ausnutzen von Informationen erfolgt aufgrund der Transaktionskosten nicht.[17][30]
- Empirische Untersuchungen zu der mittelstarken Effizienz kommen tendenziell zu einer Bestätigung. Aufgrund von methodischen Problemen sind diese Ergebnisse jedoch mit Vorsicht zu behandeln.[30]
- In der Literatur herrscht weitgehend Einigkeit, dass starke Effizienz in der Realität nicht vorkommt. Bei Veröffentlichung wichtiger Informationen sind an den Börsen regelmäßig signifikante Kursveränderungen zu beobachten, die Informationen können nicht schon vorher eingepreist gewesen sein.[30] Mehr noch, vor Veröffentlichung sind häufig abnormale Kursbewegungen zu beobachten, die nur mit Insiderhandel zu erklären sind.[31]

Verschiedene Studien kamen zu dem Ergebnis, dass eine Mehrzahl der aktiv-gemanagten Investmentfonds in den USA gegenüber einem marktneutralen Portfolio keine systematische Überrendite liefert. Dies ist im Rahmen der Markteffizienzhypothese erklärbar und wird durch diese vorhergesagt. Wenn man die höheren Kosten dieser Fonds abzieht, bieten sie im Durchschnitt keinen Mehrwert gegenüber passiven Indexfonds.
Bei empirischen Überprüfungen der Markteffizienzhypothese wurden Anomalien gefunden, wie z. B. Kalenderanomalien („Januareffekt“), Über- und Unterreaktionen und längere Phasen der Übertreibung (Spekulationsblasen). Allerdings sind solche Anomalien Gelegenheiten für Arbitrage-Geschäfte. Der Januar-Effekt verschwand sehr schnell nach seiner Veröffentlichung.
In der Forschung relevante Anomalien, die ein Problem für die Markteffizienzhypothese bzw. das klassische Capital Asset Pricing Model (CAPM) darstellen, sind etwa das Size und Value Premium. Darunter versteht man die systematische Überrendite von kleinen Firmen (Size), bzw. billig bewerteten Unternehmen, relativ zu einer fundamentalen Unternehmenskenngröße (Value). Eugene Fama und Kenneth French konnten diese Anomalien im Rahmen der Markteffizienzhypothese durch eine Modifikation des CAPM erklären, indem sie ein Dreifaktorenmodell einführten, welches Aktienrenditen auf drei statistisch unabhängige Risikofaktoren zurückführt.
In einer Übersichtsarbeit weist Fama darauf hin, dass die bisherigen Studien von Verhaltensökonomen zu systematischen Marktanomalien keine relevanten Ergebnisse produziert hätten. Die präsentierten Anomalien lassen sich durch Zufall erklären und waren nur kurzfristig, aber nicht langfristig messbar.

### Verbundhypothese
Fama weist bei empirischen Überprüfungen der Markteffizienzhypothese auf das Verbundhypothesen-Problem hin. Es ist nicht möglich, die Markteffizienzhypothese zu testen, ohne zugleich ein Marktmodell zu spezifizieren. Anomalien sind dann entweder durch Marktineffizienzen oder ein falsches Marktmodell zu erklären. Fama zufolge kann die Markteffizienzhypothese daher per se nicht getestet werden. Denn ein Test der Markteffizienzhypothese ist zugleich ein Test des zugrundeliegenden Marktmodells.

## Rezeption
Seit Ende der 1970er Jahre wird die Markteffizienzhypothese in Zweifel gezogen. Alternative Erklärungen zur Preisbildung und Informationsverarbeitung von Märkten vertreten Robert J. Shiller, Paul Krugman, Daniel Kahneman, Amos Tversky und Richard Thaler.

“It should be obvious to the most casual and unsophisticated observer by volatility arguments like those made here that the efficient markets model must be wrong … The failure of the efficient markets model is thus so dramatic that it would seem impossible to attribute the failure to such things as data errors, price index problems, or changes in tax law.”

„Für den zwanglosen und ehrlichen Beobachter sollte aufgrund der Volatilitätsargumente wie den hier dargestellten klar sein, dass die Markteffizienzhypothese falsch sein muss … Das Scheitern des Modells der Markteffizienzhypothese ist so dramatisch, dass es unmöglich erscheint, das Scheitern solchen Dingen wie Datenfehlern, Problemen des Preisindex oder Änderungen im Steuerrecht zuzuschreiben.“

Paul Samuelson bezeichnete Aktienmärkte als „mikroeffizient“ aber „makroineffizient“. Damit ist gemeint, dass die Markteffizienzhypothese sehr viel besser das Verhalten von Einzelaktien beschreibt, als das Verhalten des Aktienmarktes als Ganzen.
Sanford J. Grossman und Joseph E. Stiglitz haben gezeigt, dass vollständig effiziente Märkte unmöglich sind, da Informationen mit Kosten verbunden sind. Diejenigen Marktteilnehmer, welche diese Kosten tragen, erhalten in effizienten Märkten keine Kompensation, weshalb die Liquidität effizienter Märkte bei null liegt. Daher können Märkte nicht vollständig effizient sein. Dieser Sachverhalt wird auch als das Grossmann-Stiglitz-Paradox bezeichnet.